# Терлици
Терлѝци (на италиански: Terlizzi, на местен диалект Terrèzze, Тереце) е град и община в Южна Италия, провинция Бари, регион Пулия. Разположен е на 190 m надморска височина. Населението на общината е 26 929 души (към 2013 г.).